# 아기사슴
아기사슴(학명: Muntiacus reevesi) 또는 쿈(일본어: キョン)은 우제목/경우제목 사슴과 문착속으로 분류되는 사슴의 일종이다. 일본 환경성 지정 특정 외래 생물이다. 중국 대륙 동부 및 대만 원산으로, 보소반도와 이즈오섬을 통해 일본에 유입되었다. 몸길이 70 ~ 100 cm, 어깨높이 40 ~ 50 cm, 체중 10 ~ 15 kg. 수컷에게는 짧은 뿔과 송곳니가 있다. 눈 아래쪽에 냄시샘 개구부가 있어 눈이 네 개인 것처럼 보여 네눈사슴(일본어: 四目鹿)이라고도 한다.
삼림, 관목림에 사는데, 무리는 이루지 않고 단독 생활한다. 초식성으로 나뭇잎과 과일을 먹는다.